# 布里埃
布里埃（法語：Briey，法語發音：[bʁijɛ]；又译勃利耶）是法国大东部大区默尔特-摩泽尔省的一个旧市镇，也是该省原副省会，曾下辖布里埃区。2017年1月1日，布里埃与市镇芒斯、芒雪勒合并为新市镇瓦勒德布里埃，布里埃为新市镇行政中心。布里埃原为默尔特-摩泽尔省的副省会以及布里埃区的首府，后由瓦勒德布里埃接替。

## 地理
布里埃（49°14'55"N, 5°56'22"E）面积27.13 平方千米，位于法国大東部大區默尔特-摩泽尔省，该省份为法国东北部内陆省份，是洛林的一部分，北邻比利时、卢森堡，北起顺时针与摩泽尔省、下莱茵省、孚日省和默兹省接壤。
与布里埃接壤的市镇（或旧市镇、城区）包括：大穆瓦约夫尔、阿夫里勒、莱巴罗什、奥梅库尔、热夫、朗泰方丹、芒斯、穆捷、拉布里、瓦勒鲁瓦。
布里埃的时区为UTC+01:00、UTC+02:00（夏令时）。

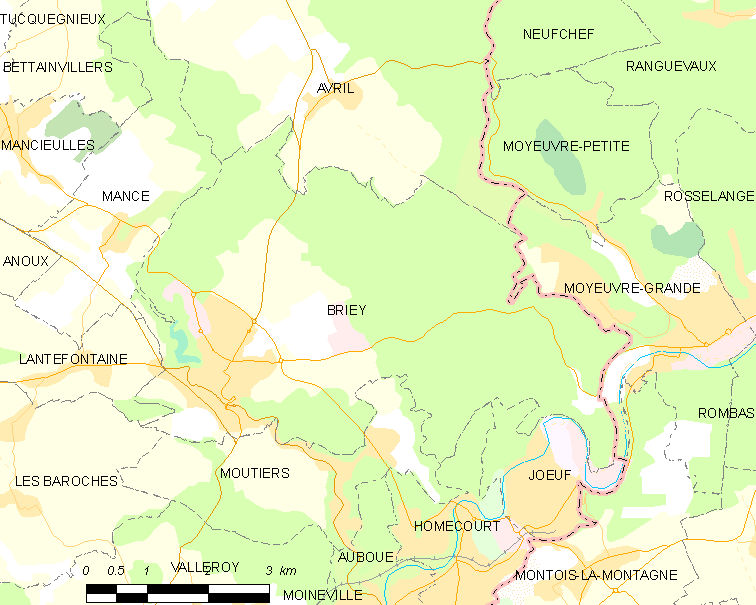
布里埃的OSM定位图

## 行政
布里埃的邮政编码为54150，INSEE市镇编码为54099。

## 政治
布里埃所属的省级选区为布里埃地区县。

## 人口

1962-2008年间布里埃人口变化图示

布里埃于2018年1月1日时的人口数量为5674人。

## 友好城市
- 中国 山西省 长治市